# Lampides kalawarus
Lampides kalawarus är en fjärilsart som beskrevs av Ribbe 1926. Lampides kalawarus ingår i släktet Lampides och familjen juvelvingar. Inga underarter finns listade i Catalogue of Life.